# Eduardo Miranda Sousa
Eduardo Miranda Sousa (* 29. Juni 1909 in Barranco, Lima; † 23. Oktober 1990 in Lima) war ein peruanischer Ingenieur und Politiker.

## Werdegang
Miranda Sousa kam als Sohn des Catalino Miranda Segundo Quevedo und der Ángela Sousa Matute zur Welt. Er erhielt seine Schulausbildung am Colegio San José de Cluny und der Deutschen Schule in Lima. Anschließend studierte er an der Escuela Nacional de Ingenieros, an der er 1940 den Abschluss in Bauingenieurwesen machte. In den folgenden Jahren war er in seinem Beruf tätig.
Seine politische Laufbahn begann 1950, als er für das Department Tumbes in die Abgeordnetenkammer des Kongresses gewählt wurde. Zwei Jahre später holte ihn Präsident Manuel A. Odría in sein Kabinett und ernannte ihn zum Minister für Entwicklung, eine Position, die er von 4. August 1952 bis 26. Juli 1954 bekleidete. In Abwesenheit von Ricardo Rivera Schreiber übernahm er zudem bei mehreren Gelegenheiten vertretungsweise die Funktion des Außenministers.
In der Wahlperiode 1954–1955 fungierte er als Präsident der Abgeordnetenkammer. 1956 gab er sein Mandat auf und zog sich in das Privatleben zurück.

## Ehrungen
- 1956: Großkreuz des Verdienstordens der Bundesrepublik Deutschland